# Shibumi
Shibumi est un roman d'espionnage paru en 1979, écrit par Trevanian, pseudonyme de Rodney William Whitaker, universitaire américain qui s'entoura longtemps de mystère.

## L'œuvre
- Il est divisé en six chapitres d'inégales longueurs, chaque titre appartenant au lexique du jeu de go[note 1] :
  1. Fuseki : début de partie
  2. Sabaki : suite de coups légers permettant d'obtenir une forme légère et souple dans un environnement où l'adversaire a l'avantage numérique
  3. Seki : situation de vie mutuelle entre les deux joueurs
  4. Uttegae : un gambit pierre mis en prise, pour pouvoir au coup suivant reprendre non seulement la pierre qui a capturé mais aussi les pierres connexes
  5. Shichō : attaque en escalier qui constitue un chemin à 1 liberté
  6. Tsuru no Sugomori : les grues sont acculées dans leur nid, figure imagée où 3 pierres (les grues) sont capturés dans une forme ressemblant au nid de l'adversaire.

## Critiques
On peut lire sur la couverture arrière du paper-cover no 28585 édité en 1980 par Ballantine Books : 
« combines the cleverness (l'intelligence) of John le Carré and Frederick Forsyth, and the broad canvas (la large vision littéraire) of James A. Michener and James Clavell, to produce a totally grandiose, exciting work »…
Douglas Martin, journaliste au New-York Times, annonçant la mort de Trevanian dans le numéro du 17 décembre 2005, a même été encore plus dithyrambique : il saluait la mémoire « du seul auteur de livres d'aéroport comparable à Émile Zola, Ian Fleming, Edgar Allan Poe, et Geoffrey Chaucer… ».
L'énigmatique Trevanian, connu pour être particulièrement rétif aux interviews, répondit par écrit à la journaliste Judy Quinn, du Publishers' Monthly, à propos de Shibumi (en 1988, soit 9 ans après la publication de l'ouvrage) : « J'étais obligé de donner à mon éditeur un nouveau livre. Un autre « Trevanian ». J'ai avalé cette pilule amère, et décidé d'écrire encore un livre dans le genre « super-espionnage »… Ce serait un vrai roman, dissimulé dans un genre populaire… J'ai fouillé dans mes souvenirs de jeunesse au Japon, me suis crée un écrivain pour Shibumi, un livre à la limite des conventions du roman d'espionnage « boum-boum », mais qui offre au lecteur un style viril d'excellence qui n'a rien à voir avec le style bravache à tous crins, ou la violence, il associe une bonne intrigue à une philosophie de la vie, et a été tout de suite un succès international. Après ce livre -un best-seller  mondial, même en finnois, hébreu, turc et polonais- j'avais abandonné le genre super-espionnage. Après l'exercice  définitif du genre, il n'y avait pas nécessité pour moi de continuer à écrire dans ce genre…ni pour personne, d'ailleurs… ».

## Adaptation
Shibumi a été adapté en bande dessinée (sous le même titre) par Patrice Perna et Jean-Baptiste Hostache (Les Arènes, Paris, 2022).
Le livre a par ailleurs trouvé une suite, appelée Satori, écrite par Don Winslow et publiée en 2011 (traduite en français la même année).